# Павлоградська міська рада
Павлогра́дська міська́ ра́да — адміністративно-територіальна одиниця та орган місцевого самоврядування у Дніпропетровській області. Адміністративний центр — місто обласного значення Павлоград.

## Загальні відомості
- Територія ради: 59 км²
- Населення ради: 109 020 осіб (станом на 1 серпня 2015 року)[1]

## Населені пункти
Міській раді підпорядковані населені пункти:
- м. Павлоград

## Склад ради
Рада складається з 36 депутатів та голови.
- Голова ради: Вершина Анатолій Олексійович
- Секретар ради: Аматов Євгеній Вадимович

### Керівний склад попередніх скликань
| ПІБ                          | Основні відомості                                                                            | Дата обрання | Дата звільнення |
| ---------------------------- | -------------------------------------------------------------------------------------------- | ------------ | --------------- |
| Куклін Володимир Юрійович    | Міський голова, 1947 року народження, член Партії регіонів                                   | 26.03.2006   | 31.10.2010      |
| Метелиця Іван Сергійович     | Міський голова, 1957 року народження, освіта вища, член політичної партії «Сильна Україна»   | 31.10.2010   | 15.11.2015      |
| Вершина Анатолій Олексійович | Міський голова, 1963 року народження, освіта вища, член політичної партії «Опозиційний блок» | 15.11.2015   |                 |

Примітка: таблиця складена за даними сайту Верховної Ради України та ЦВК

### Депутати VII скликання
За результатами місцевих виборів 2015 року депутатами ради стали:

#### За суб'єктами висування
| Суб'єкт висування                                          | Кількість обраних депутатів | %     |
| ---------------------------------------------------------- | --------------------------- | ----- |
| Політична партія «Опозиційний блок»                        | 18                          | 50.00 |
| Політична партія «Українське Об'єднання патріотів — УКРОП» | 8                           | 22.22 |
| Партія «Відродження»                                       | 3                           | 8.33  |
| Партія Блок Петра Порошенка «Солідарність»                 | 3                           | 8.33  |
| Політична партія Всеукраїнське об'єднання «Батьківщина»    | 2                           | 5.56  |
| Політична партія «Об'єднання „Самопоміч“»                  | 2                           | 5.56  |

#### За округами
| № округу                                                   | Прізвище, ім'я, по батькові      | Дата нар.  | Освіта              | Партійна приналежність | Відомості |
| ---------------------------------------------------------- | -------------------------------- | ---------- | ------------------- | ---------------------- | --- |
| Політична Партія «Опозиційний блок»                        |                                  |            |                     |                        | |
| пк                                                         | Воронін Сергій Анатолійович      | 22.01.1958 | вища                | безпартійний           | ПАТ «ДТЕК Павлоградвугілля», генеральний директор                                                                |
| 2                                                          | Приходько Дмитро Володимирович   | 28.12.1965 | вища                | «Опозиційний блок»     | МПП фірма «Дебют», директор                                                                                      |
| 31                                                         | Аматов Євгеній Вадимович         | 15.05.1970 | вища                | «Опозиційний блок»     | Павлоградська міська Рада, секретар міської ради                                                                 |
| 3                                                          | Бородіна Галина Миколаївна       | 15.02.1962 | вища                | «Опозиційний блок»     | філія «Павлоградська автобаза» ПАТ ДТЕК «Павлоградвугілля», заступник директора                                  |
| 36                                                         | Абдулова Маргарита Вікторівна    | 04.12.1964 | вища                | «Опозиційний блок»     | ОСББ «Новоросійська, буд. 4», голова правління                                                                   |
| 21                                                         | Чернецький Андрій Володимирович  | 28.01.1982 | вища                | безпартійний           | Філія «Соцвугілля» ПАТ «ДТЕК Павлоградвугілля», директор філії                                                   |
| 32                                                         | Петренко Оксана Миколаївна       | 16.08.1982 | вища                | «Опозиційний блок»     | ПСП «ШУ Павлоградське» ПАТ «ДТЕК Павлоградвугілля», менеджер з комунікацій                                       |
| 34                                                         | Наумов Сергій Миколайович        | 25.06.1953 | вища                | «Опозиційний блок»     | ПСП «ШУ Павлоградське» ПАТ «ДТЕК Павлоградвугілля», заст. директора                                              |
| 35                                                         | Криворучко Юрій Володимирович    | 13.11.1975 | загальна середня    | «Опозиційний блок»     | ПСП «ШУ Павлоградське» ПАТ «ДТЕК Павлоградвугілля», бригадир прохідників                                         |
| 33                                                         | Горбань Олександр Володимирович  | 29.03.1977 | вища                | «Опозиційний блок»     | ПСП «Шахтоуправління Дніпровське» ПАТ «ДТЕК Павлоградвугілля»., гірничий майстер                                 |
| 1                                                          | Кириченко Сергій Миколайович     | 22.10.1954 | вища                | «Опозиційний блок»     | Територіальне управління Держгірпромнагляду, гол.держ.інспектор                                                  |
| 5                                                          | Кукарін Олег Миколайович         | 21.07.1978 | вища                | «Опозиційний блок»     | ПСП «ШУ Павлоградське» ПАТ «ДТЕК Павлоградвугілля», прохідник                                                    |
| 28                                                         | Лаппо Наталя Іванівна            | 02.03.1950 | вища                | «Опозиційний блок»     | СМСЧ№ 7, начальник                                                                                               |
| 18                                                         | Перепечай Ніна Миколаївна        | 17.09.1962 | професійно-технічна | «Опозиційний блок»     | ПП «КП-1», паспортист                                                                                            |
| 30                                                         | Кравченко Лариса Олексіївна      | 08.01.1966 | вища                | «Опозиційний блок»     | СЗШ 4, директор                                                                                                  |
| 19                                                         | Береза Олександр Станіславович   | 16.11.1981 | вища                | «Опозиційний блок»     | Первинна профспілкова організація ППВК ш. «Благодатна» ПАТ «ДТЕК Павлоградвугілля», голова первинної організації |
| 7                                                          | Бочковський Валерій Антонович    | 25.01.1950 | вища                | «Опозиційний блок»     | пенсіонер |
| 4                                                          | Уманська Тамара Оникіївна        | 17.10.1944 | вища                | безпартійна            | ЗОШ № 11, керівник гуртка                                                                                        |
| ПОЛІТИЧНА ПАРТІЯ «УКРАЇНСЬКЕ ОБ'ЄДНАННЯ ПАТРІОТІВ — УКРОП» |                                  |            |                     |                        | |
| пк                                                         | Тєрєхов Євген Едуардович         | 28.06.1989 | професійно-технічна | «УКРОП»                | тимчасово не працює                                                                                              |
| 11                                                         | Батурінець Олександр Валерійович | 28.08.1980 | вища                | «УКРОП»                | Павлоградські Районні електричні мережі, прАТ "ПЕЕМ «ЦЕК», начальник                                             |
| 25                                                         | Тіщенко Сергій Олексійович       | 06.04.1986 | вища                | «УКРОП»                | Павлоградський технікум Державного Вищого навчального закладу «Національний гірничий університет», викладач      |
| 10                                                         | Чекалін Валентин Володимирович   | 07.11.1966 | вища                | «УКРОП»                | Товариство з обмеженою відповідальністю ПГР «Юлана», директор                                                    |
| 24                                                         | Жилкіна Валентина Василівна      | 05.08.1963 | вища                | «УКРОП»                | Фізична особа-підприємець                                                                                        |
| 8                                                          | Глинчак Лариса Віталіївна        | 14.03.1970 | професійно-технічна | «УКРОП»                | Збройні сили України, рядовий                                                                                    |
| 26                                                         | Громаков Михайло Вадимович       | 21.06.1985 | вища                | «УКРОП»                | Товариство з обмеженою відповідальністю «Метком Інвест», менеджер по нагляду за будівництвом                     |
| 13                                                         | Бакала Артем Олександрович       | 17.03.1992 | професійно-технічна | «УКРОП»                | Школа козацького гарту «ХОРС», керівник гуртка                                                                   |
| ПАРТІЯ "БЛОК ПЕТРА ПОРОШЕНКА «СОЛІДАРНІСТЬ»                |                                  |            |                     |                        | |
| пк                                                         | Радіонов Олександр Миколайович   | 05.04.1983 | вища                | БПП «Солідарність»     | ПП НВФ «Лакорд», зам. директора                                                                                  |
| 29                                                         | Карнета Павло Анатолійович       | 09.05.1985 | вища                | БПП «Солідарність»     | тимчасово не працює                                                                                              |
| 20                                                         | Ковпак Віталій Олексійович       | 21.04.1964 | вища                | БПП «Солідарність»     | ДП ДОССТ «Центральний ринок» м. Павлоград, директор                                                              |
| Партія «Відродження»                                       |                                  |            |                     |                        | |
| пк                                                         | Метелиця Іван Сергійович         | 24.09.1957 | вища                | «Відродження»          | Виконавчий комітет Павлоградської міської Ради, міський голова м. Павлограда                                     |
| 16                                                         | Назаренко Любов Олексіївна       | 05.12.1965 | середня спеціальна  | «Відродження»          | Квартальний комітет, голова                                                                                      |
| 27                                                         | Рєзніков Олександр Борисович     | 27.05.1955 | вища                | «Відродження»          | Міський профспілковий комітет працівників освіти, голова                                                         |
| політична партія Всеукраїнське об'єднання «Батьківщина»    |                                  |            |                     |                        | |
| пк                                                         | Бутенко Олександр Володимирович  | 25.10.1965 | вища                | ВО «Батьківщина»       | ТОВ "ЮРИДИЧНА ФІРМА «ПРАВЕКС», директор                                                                          |
| 16                                                         | Ковбаса Петро Миколайович        | 26.07.1960 | вища                | ВО «Батьківщина»       | Приватне підприємство «Ковбаса», директор                                                                        |
| Політична партія "Об'єднання «САМОПОМІЧ»                   |                                  |            |                     |                        | |
| пк                                                         | Зінько Ігор Володимирович        | 11.05.1962 | вища                | «Самопоміч»            | ПП «Медінвест», директор                                                                                         |
| 23                                                         | Третяк Ганна Валеріївна          | 05.07.1975 | вища                | безпартійна            | тимчасово не працює                                                                                              |

### Депутати VI скликання
За результатами місцевих виборів 2010 року депутатами ради стали:

#### За суб'єктами висування
| Суб'єкт висування                                        | Кількість обраних депутатів | %    |
| -------------------------------------------------------- | --------------------------- | ---- |
| Партія регіонів                                          | 24                          | 52,2 |
| Політична партія «Сильна Україна»                        | 7                           | 15,2 |
| Політична партія «Фронт Змін»                            | 4                           | 8,7  |
| Комуністична партія України                              | 3                           | 6,5  |
| Політична партія Всеукраїнське об'єднання «Батьківщина»  | 3                           | 6,5  |
| Політична партія Партія екологічного порятунку «ЕКО+25%» | 2                           | 4,3  |
| Партія «За Права Людини»                                 | 1                           | 2,2  |
| Партія «Руський блок»                                    | 1                           | 2,2  |
| Політична партія Всеукраїнське об'єднання «Громада»      | 1                           | 2,2  |

#### За округами
| № округу                                                   | Прізвище, ім'я, по батькові     | Дата визнання обраним | Освіта             | Партійна приналежність | Відомості про обраного депутата                                                                                                   |
| ---------------------------------------------------------- | ------------------------------- | --------------------- | ------------------ | ---------------------- | --- |
| Комуністична партія України                                |                                 |                       |                    |                        | |
| б/м                                                        | Кириченко Сергій Миколайович    | 02.11.2010            | вища               | КПУ                    | територіальне управління Держгірпромнагляду по Дніпропетровській області, головний державний інспектор                            |
| б/м                                                        | Постолатій Зоя Василівна        | 02.11.2010            | вища               | КПУ                    | Павлоградська міська лікарня № 1, хірург                                                                                          |
| б/м                                                        | Євсюков Анатолій Якович         | 02.11.2010            | вища               | КПУ                    | Павлоградська міська організація профспілки працівників освіти і науки України, голова                                            |
| Партія «За Права Людини»                                   |                                 |                       |                    |                        | |
| 13                                                         | Лапа Віктор Віталійович         | 02.11.2010            | вища               | «За Права Людини»      | ПП «Автошкола», директор |
| Партія регіонів                                            |                                 |                       |                    |                        | |
| б/м                                                        | Родітєлєв Сергій Васильович     | 02.11.2010            | вища               | Партія регіонів        | пенсіонер |
| б/м                                                        | Мехоношина Людмила Григорівна   | 02.11.2010            | вища               | Партія регіонів        | комунальний позашкільний навчальний заклад «Палац творчості дітей та юнацтва», директор                                           |
| б/м                                                        | Вівчаренко Олександр Васильович | 02.11.2010            | вища               | Партія регіонів        | ВАТ «Павлоградвугілля», технічний директор                                                                                        |
| б/м                                                        | Харченко Олена Олександрівна    | 02.11.2010            | вища               | Партія регіонів        | комунальне підприємство «Управління водопровідно-каналізаційного господарства», контролер відділу технічного контролю             |
| б/м                                                        | Лядецький Олександр Миколайович | 02.11.2010            | вища               | Партія регіонів        | дирекція перспективного розвитку ВАТ «Павлоградвугілля», керівник служби операційних покращень                                    |
| б/м                                                        | Кузьміна Оксана Валеріївна      | 02.11.2010            | вища               | Партія регіонів        | ВАТ «Павлоградвугілля», виконуюча обов'язки директора з соціального розвитку                                                      |
| б/м                                                        | Савенко Олексій Володимирович   | 02.11.2010            | вища               | Партія регіонів        | приватне підприємство «Савенко», директор                                                                                         |
| б/м                                                        | Живага Оксана Анатоліївна       | 02.11.2010            | вища               | Партія регіонів        | ВАТ «Павлоградвугілля», департамент охорони здоров'я, фельдшер                                                                    |
| б/м                                                        | Білоконь Ігор Миколайович       | 02.11.2010            | вища               | Партія регіонів        | дирекція з перспективного розвитку ВАТ «Павлоградвугілля», головний фахівець                                                      |
| 4                                                          | Братішкін Олександр Федорович   | 02.11.2010            | вища               | Партія регіонів        | ТОВ «СКАЙ-ЛТД», заступник директора по розвитку                                                                                   |
| 5                                                          | Олійник Сергій Семенович        | 02.11.2010            | вища               | Партія регіонів        | міська лікарня № 1, головний лікар                                                                                                |
| 6                                                          | Карпенко Григорій Петрович      | 02.11.2010            | вища               | Партія регіонів        | виробнично-структурний підрозділ ВАТ «Павлоградвугілля» шахта «Благодатна», начальник дільниці                                    |
| 8                                                          | Аргат Сергій Іванович           | 02.11.2010            | вища               | Партія регіонів        | філія Відкритого акціонерног Товариства «Павлоградвугілля» «Павлоградське енерго-підприємство», директор                          |
| 9                                                          | Гриб Любов Євстафіївна          | 02.11.2010            | вища               | Партія регіонів        | загальноосвітня школа № 2, директор                                                                                               |
| 10                                                         | Бабенко Олег Віталійович        | 02.11.2010            | вища               | Партія регіонів        | виробнично-структурний підрозділ Відкритого Акціонерного Товариства «Павлоградвугілля» шахта «Дніпровська», начальник дільниці    |
| 11                                                         | Осипчук Олександр Борисович     | 02.11.2010            | вища               | Партія регіонів        | відділ освіти Павлоградської міської ради, начальник відділу                                                                      |
| 12                                                         | Гордієнко Людмила Борисівна     | 02.11.2010            | вища               | Партія регіонів        | виконавчий комітет Павлоградської міської ради, заступник міського голови                                                         |
| 16                                                         | Куцевол Наталія Олександрівна   | 02.11.2010            | вища               | Партія регіонів        | Павлоградський міський пологовий будинок, головний лікар                                                                          |
| 17                                                         | Сазонов Віталій Робертович      | 02.11.2010            | вища               | Партія регіонів        | ВАТ «Павлоградський завод технологічного обладнання», генеральний директор                                                        |
| 18                                                         | Лаппо Наталія Іванівна          | 02.11.2010            | вища               | Партія регіонів        | спеціалізована медико-санітарна частина № 7, начальник                                                                            |
| 19                                                         | Кравченко Лариса Олексіївна     | 02.11.2010            | вища               | Партія регіонів        | загальноосвітня школа № 4, директор                                                                                               |
| 20                                                         | Аматов Євген Вадимович          | 02.11.2010            | вища               | Партія регіонів        | виробнично-структурний підрозділ ВАТ «Павлоградвугілля» шахта «Благодатна», головний інженер                                      |
| 21                                                         | Свічинський Валерій Вікторович  | 02.11.2010            | вища               | Партія регіонів        | виробнично-структурний підрозділ ВАТ «Павлоградвугілля» шахта «ім. М. І. Сташкова», головний маркшейдер                           |
| 22                                                         | Наумов Сергій Миколайович       | 02.11.2010            | вища               | Партія регіонів        | виробнично-структурний підрозділ ВАТ «Павлоградвугілля» шахта «Павлоградська», заступник головного інженера з анкерного кріплення |
| Партія «Руський блок»                                      |                                 |                       |                    |                        | |
| 15                                                         | Захаров Віктор Миколайович      | 02.11.2010            | середня            | «Руський блок»         | тимчасово не працює |
| Політична партія Всеукраїнське об'єднання «Батьківщина»    |                                 |                       |                    |                        | |
| б/м                                                        | Бутенко Олександр Володимирович | 02.11.2010            | вища               | ВО «Батьківщина»       | юридична фірма «ПРАВЕКС», директор                                                                                                |
| б/м                                                        | Созінова Неля Іванівна          | 09.11.2010            | вища               | ВО «Батьківщина»       | юридичний департамент ФПК «ЛИС», директор                                                                                         |
| б/м                                                        | Слюнков Ігор Михайлович         | 09.11.2010            | вища               | ВО «Батьківщина»       | ФПК «ЛИС», президент |
| Політична партія Всеукраїнське об'єднання «Громада»        |                                 |                       |                    |                        | |
| 3                                                          | Уманська Тамара Оникіївна       | 02.11.2010            | вища               | ВО «Громада»           | СШ № 11, директор |
| Політична партія "Партія екологічного порятунку «ЕКО+25 %» |                                 |                       |                    |                        | |
| б/м                                                        | Усенко Олена Миколаївна         | 09.11.2010            | вища               | «ЕКО+25 %»             | КП «Павлоградська телерадіокомпанія», директор                                                                                    |
| 1                                                          | Романюк Віктор Маркович         | 02.11.2010            | вища               | «ЕКО+25 %»             | пенсіонер |
| Політична партія «Сильна Україна»                          |                                 |                       |                    |                        | |
| б/м                                                        | Ковальов Сергій Михайлович      | 02.11.2010            | середня            | «Сильна Україна»       | ПП фірма «ВІНКО», директор |
| б/м                                                        | Ковпак Віталій Олексійович      | 02.11.2010            | вища               | «Сильна Україна»       | ДП «Центральний ринок», директор                                                                                                  |
| б/м                                                        | Щербаков Геннадій Лаврентійович | 02.11.2010            | вища               | «Сильна Україна»       | концерн «Санрайс», генеральний директор                                                                                           |
| б/м                                                        | Лях Анатолій Володимирович      | 02.11.2010            | вища               | «Сильна Україна»       | ПП «Укрвторресурс», директор |
| б/м                                                        | Стравоєдов Сергій Іванович      | 02.11.2010            | вища               | «Сильна Україна»       | приватний підприємець |
| 2                                                          | Холоденко Тетяна Фердинандівна  | 02.11.2010            | вища               | «Сильна Україна»       | ГП НВО ПХЗ, начальник управління ОП ЕН та СР                                                                                      |
| 14                                                         | Чалий Валерій Григорович        | 02.11.2010            | вища               | «Сильна Україна»       | ЗАТ «Павлоградбуд», головний інженер                                                                                              |
| Політична партія «Фронт Змін»                              |                                 |                       |                    |                        | |
| б/м                                                        | Рєзніков Олександр Борисович    | 02.11.2010            | вища               | «Фронт Змін»           | Західно-Донбаський інститут економіки та управління, проректор                                                                    |
| б/м                                                        | Станько Едуард Михайлович       | 02.11.2010            | вища               | «Фронт Змін»           | приватний підприємець «Станько»                                                                                                   |
| 7                                                          | Коваленко Артем Валерійович     | 02.11.2010            | вища               | «Фронт Змін»           | КП «Павлоградводоканал», юрисконсульт                                                                                             |
| 23                                                         | Береснєва Оксана Олексіївна     | 02.11.2010            | середня спеціальна | «Фронт Змін»           | ОСББ «Малиновського, 3а», голова правління — керуюча справами                                                                     |